# Christopher Wilbrand

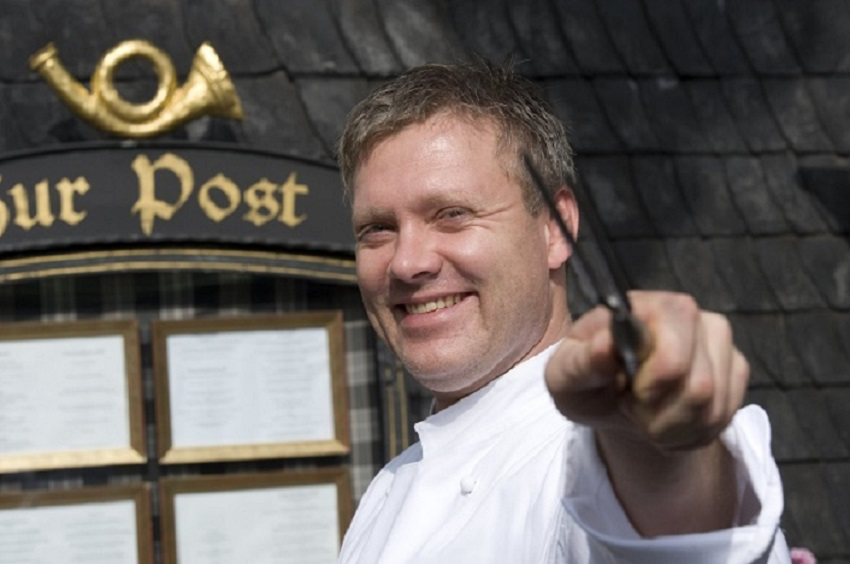
Christopher Wilbrand

Christopher Wilbrand (* 27. September 1965 auf Ibiza) ist ein deutscher Koch. 

## Werdegang
Christopher Wilbrand stammt aus einer Gastronomenfamilie. Er startete nach seiner Fachhochschulreife eine Ausbildung zum Koch im Hotel „Altenberger Hof“ und beendete diese 1984. Seit 1991 arbeitet er im elterlichen Hotel Restaurant Zur Post in Odenthal und wurde dort Küchenchef. 
Seit 2003 führt er gemeinsam mit seinem Bruder Alejandro Wilbrand erfolgreich den Betrieb in Eigenverantwortung. Zusammen mit Thomas Ruhl reist er im Juli 2013 nach Alaska, um dort neue Erfahrungen zu sammeln.

## Auszeichnungen
- Seit 2003 ein Michelinstern für das Restaurant zur Post in Odenthal

- Seit 2010 wird das Restaurant vom Gault Millau ausgezeichnet, zuletzt mit 17 Punkten.